# Масињани (Виченца)
Масињани је насеље у Италији у округу Виченца, региону Венето.
Према процени из 2011. у насељу је живело 147 становника. Насеље се налази на надморској висини од 589 м.